# کیت سوئیت
کیت سوئیت (انگلیسی: Keith Sweat؛ زادهٔ ۲۲ ژوئیهٔ ۱۹۶۱) موسیقی‌دان، خواننده، مجری رادیو، اهل ایالات متحده آمریکا است. وی از سال ۱۹۷۵ میلادی تاکنون مشغول فعالیت بوده‌است و در سبک‌های موسیقی سول، آراندبی معاصر و هیپ هاپ فعال است.